# Inga subnuda
Inga subnuda är en ärtväxtart som beskrevs av George Bentham. Inga subnuda ingår i släktet Inga och familjen ärtväxter. Inga underarter finns listade i Catalogue of Life.